# The Tailor and Ansty
 (décembre 2020).
The Tailor and Ansty est un livre d'Eric Cross (en), publié en 1942. Il narre la vie du tailleur et conteur irlandais Timothy Buckley et de sa femme Ansty (Anastasia) Buckley, née McCarthy. Le livre a été interdit par le Censorship of Publications Board, l'organe chargé du contrôle des publications en république d'Irlande en raison de sa description de relations pré-maritales et de sa franchise sexuelle.
The Tailor and Ansty a fait l'objet d'un débat important en 1942 au Seanad Éireann, la chambre haute du parlement irlandais. Le conteur Buckley y a été accusé d'être « obsédé par le sexe » et sa femme d'être une « demeurée » (« moron »). Il y a aussi été rapporté qu'ils étaient des exemples des « plaies de la lèpre morale » en mesure de «saper le christianisme». Certains éléments du débat de la chambre haute ont été expurgés du compte rendu parce qu'ils contenaient des extraits du livre cités par le sénateur Sir John Keane, pour déterminer leur caractère obscène.
Le clergé local s'est rendu au domicile de Buckley et l'a forcé à brûler son exemplaire du livre. L'écrivain Frank O'Connor a indiqué qu'un boycott local avait été organisé contre le couple.
L'interdiction du livre est restée en vigueur jusqu'aux années 1960.
Le livre a été adapté au théâtre en 1968 par PJ O'Connor, Eamonn Kelly et Brid Lynch jouant le tailleur et sa femme.
En 2004, Ronan Wilmot et Nuala Hayes ont relancé la pièce, Ronan Wilmot jouant le tailleur et Nuala Hayes sa femme. En 2004, Cónal Creedon a écrit une adaptation radio, qui a été diffusée par Raidió Teilifís Éireann (RTÉ), avec une troupe de lecteurs dirigée par Niall Toibin.